# Aggiornamento

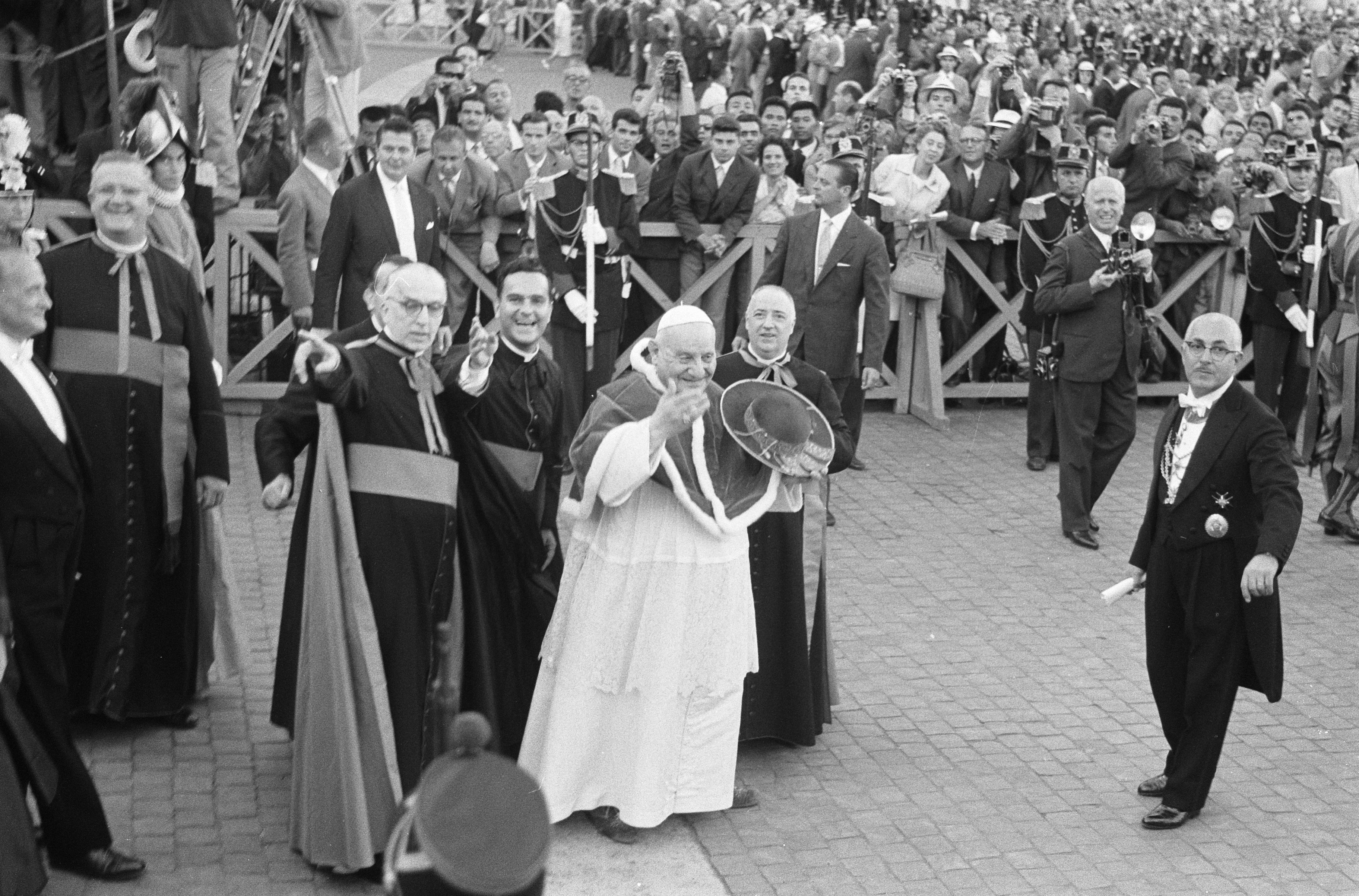
Papež Jan XXIII.

Aggiornamento (italsky vlastně aktualizace, zesoučasnění) je proces přibližování katolické církve současnému životu.

## Historie
Od Druhého vatikánského koncilu se církev snaží o svou obnovu, sblížení se s jinými církvemi a zintenzivnění misijního života. Ústředním dokumentem aggiornamenta je koncilní konstituce Gaudium et Spes. K dalším významným událostem aggiornamenta patřila úprava Kodexu kanonického práva (vyšlo 1983), liturgická reforma, jejímž nejvýraznějším projevem je slavení bohoslužeb v národním jazyce oproti latině, a další jevy. Pojem aggiornamento poprvé použil papež sv. Jan XXIII.